# Marianne

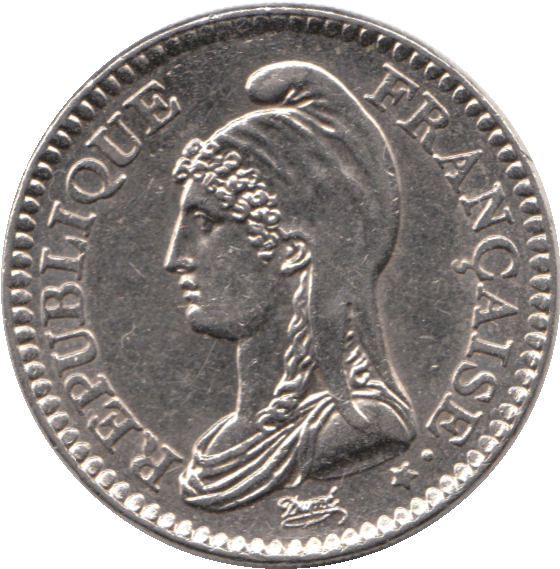
Wizerunek Marianne na francuskiej monecie 1-frankowej

Marianne (Marianna) – nieoficjalny symbol narodowy Republiki Francuskiej. Jest ucieleśnieniem wolności. Znajduje się w wielu miejscach we Francji, m.in. w salach sądowych i merostwach. Postać przedstawiana jest jako wojowniczka w czapce frygijskiej na głowie, na niektórych obrazach widać ją prowadzącą do walki lud francuski. Można także zobaczyć ją na oficjalnych pieczęciach państwa, na monetach oraz na znaczkach pocztowych. 
Zdarzało się, że przy tworzeniu rzeźby pozowały artystki francuskie, m.in. Brigitte Bardot, Mireille Mathieu, Catherine Deneuve i Laetitia Casta.